# اوت (آیووا)
اوت (به انگلیسی: Ute) شهری در ایالت آیووا کشور ایالات متحده آمریکا است که جمعیت آن در سرشماری سال ۲۰۱۰ میلادی، ۳۷۴ نفر بوده‌است.